# Salvador Martínez Cubells
Salvador Martínez Cubells (Valência 1845 - Madrid 1914). Foi um pintor e restaurador de arte.

## Biografia
Entre 1864 e 1889 , apresentou um total de sessenta pinturas quando participou nas Exposições Nacionais de Belas Artes, entre várias obras de renome, as primeiras obras que mais demonstrou o génio que Salvador Martínez Cubells foram,  Baile de labradores e a visita do noivo, que mais tarde foi adquirida pelo Marquês do Campo.
Em 1867, foi lhe obtido o cargo como restaurador do Museu do Prado , que, na altura estava sob direção de António Gisbert ( 19 de Dezembro de 1834 – 27 de Novembro de 1901). "Ele permaneceu na cabeça da oficina de restauração do museu por vinte e seis anos, sob os mandatos de Francisco Sans Cabot e Federico de Madrazo. Em seu papel de restaurador, ele colheu muitos sucessos, incluindo a criação de uma escola de restaurativos, que era válida até o início do século. Entre as restaurações que ele fez, destaca-se o da tela de Murillo San Antonio de Padua, em 1874, trabalho roubado da Catedral de Sevilha e resgatado em Nova York, graças ao retorno do comerciante de arte William Shaus, e que lhe valeu a medalha de Belas Artes, concedida pela Academia de San Fernando, bem como o reconhecimento da Câmara Municipal de Sevilha. Ele também restaurou algumas pinturas de El Greco, que mais tarde formaram parte da Casa-Museu de Toledo. Mas, sem dúvida, a restauração mais importante que ele realizou foi a transferência para a tela das Pinturas Negras, de Goya."
Nas Exposições Nacionais de Belas Artes foi galardoado com a terceira medalha em 1871, em 1876 ganhou  segunda medalha e em 1878 e 1887 a primeira medalha. Como decorador o seu melhor trabalho ocorreu na participação da ornamentação da igreja de São Francisco el Grande em Madrid.
Salvador Martínez Cubells foi membro da Associação de escritores e artistas espanhóis, académico correspondente de San Fernando de Madrid como também foi professor da Escola de Artes e Artesanato de Madrid. Entre as várias distinções que recebeu foram a grande cruz de Isabella Católica, o comissionamento da ordem de Carlos III, a nomeação do Cavaleiro de São Miguel e a medalha para as Belas Artes.